# La Maison française (Rockefeller Center)
Pour les articles homonymes, voir La Maison française.

Emplacement de la Maison française au sein du Rockefeller Center.

La Maison française est un bâtiment dans le style art déco situé au sein du Rockefeller Center à New York, face à la cathédrale Saint Patrick au 610 Cinquième Avenue. Au-dessus de son entrée principale, on peut y lire la devise de la République française : Liberté, Égalité, Fraternité. 
De 1932 à 2009 elle abrita La Librairie de France qui proposait des ouvrages français et européens aux New Yorkais. Arrivé aux États-Unis en 1928, Isaac Molho, juif séfarade de Salonique, ancien élève au lycée français d'Athènes, se voit proposer par David Rockefeller en 1932, d'ouvrir ce qui devient rapidement une vitrine de la culture française et francophone. Durant la Seconde Guerre mondiale, son fondateur devient éditeur et les éditions de la Maison française publient des écrivains comme Raymond Aron, André Maurois, Gustave Cohen, Jules Romains, Antoine de Saint-Exupéry… Cédant la moitié de sa surface du fait de l'augmentation de loyer à l'époque de sa reprise par le fils du fondateur, Emmanuel, en 1988, le commerce fermera ses portes en septembre 2009, le propriétaire du Centre ayant décidé de tripler le montant annuel du bail, qui arrive justement à échéance cette année-là.

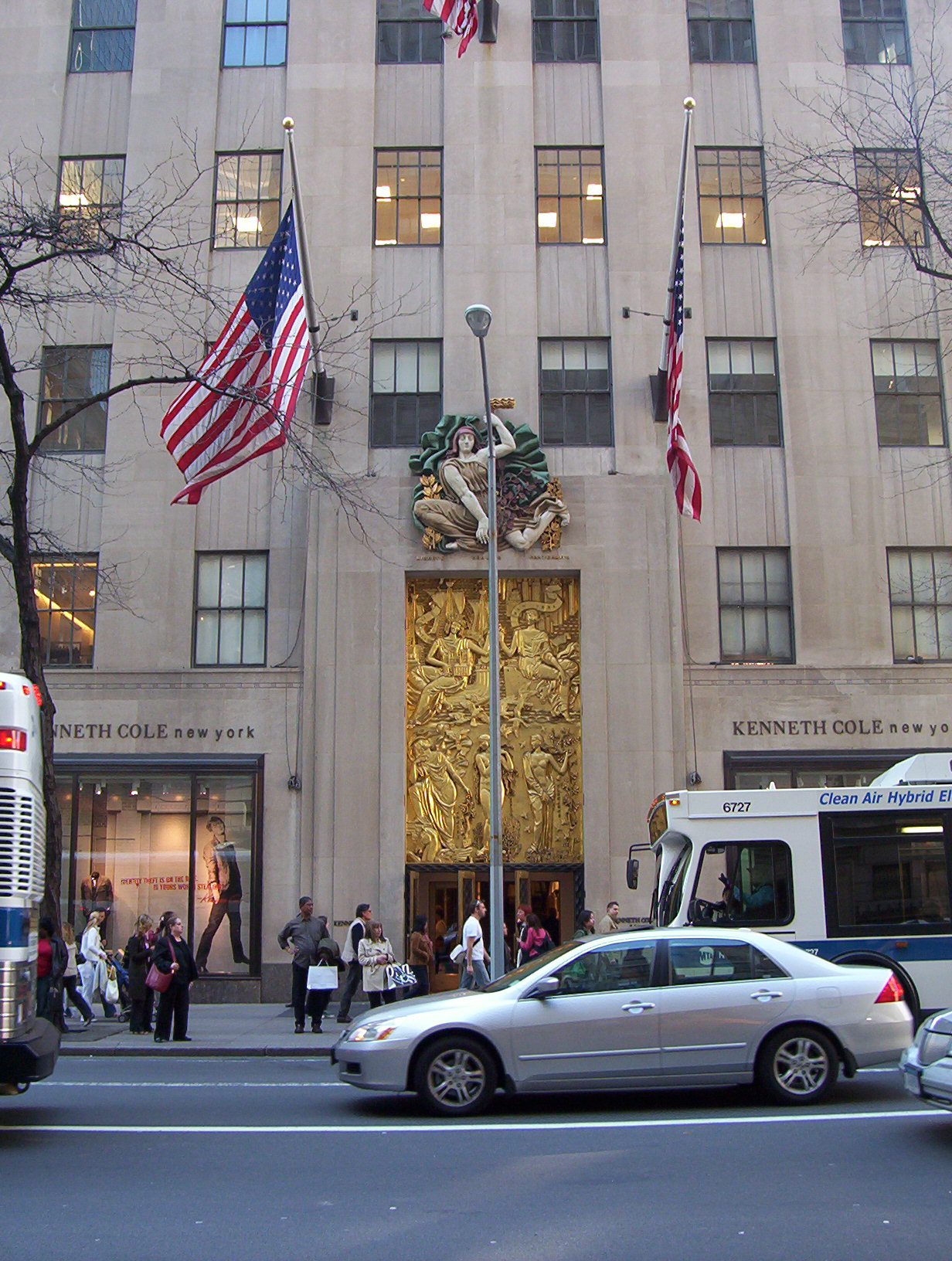
Façade depuis la 5e avenue
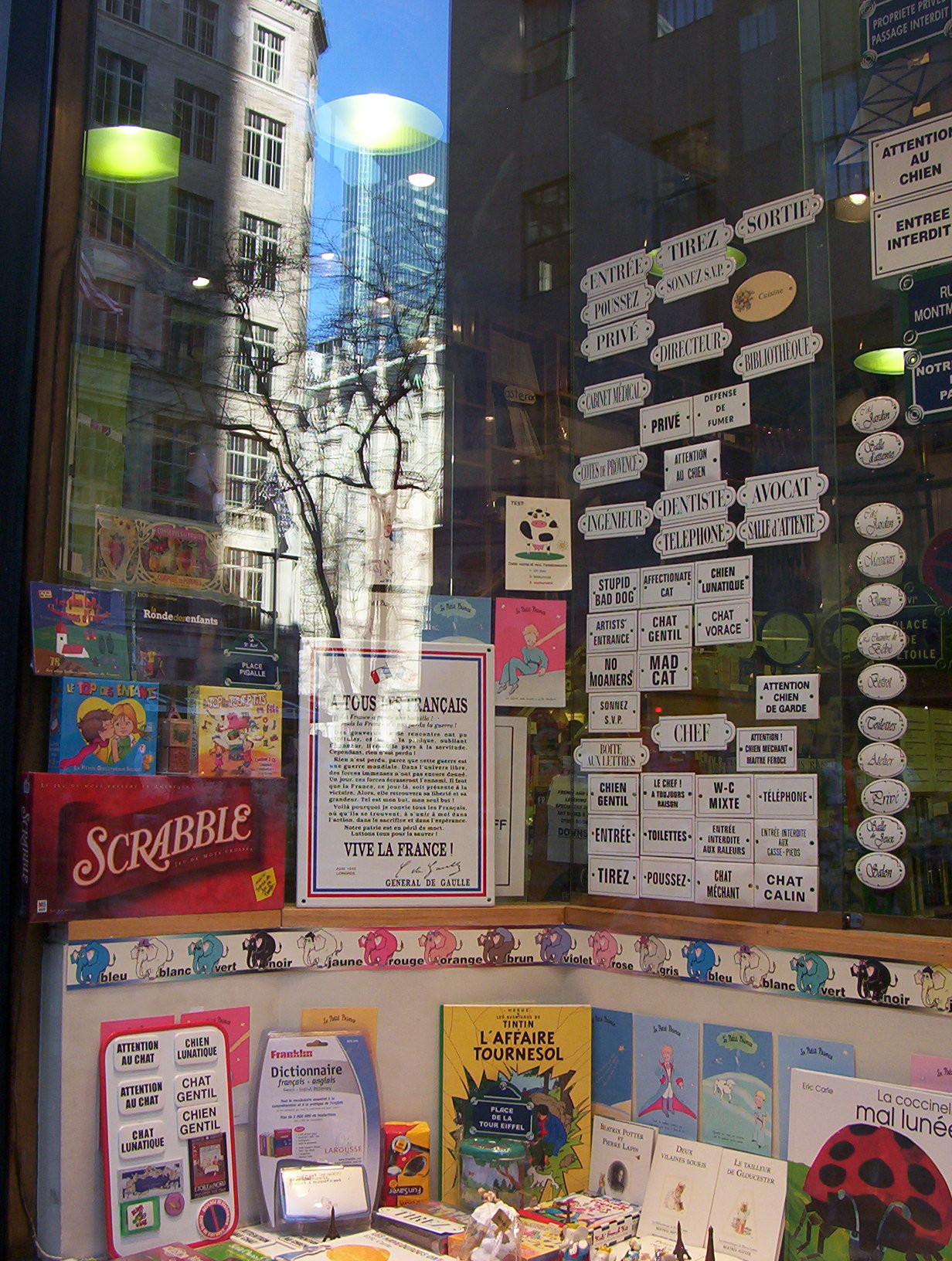
Vitrine de la Librairie française

40° 45′ 29″ N, 73° 58′ 40″ O : vue satellite de La Maison française.